# Метрополитен Глазго
Метрополите́н Гла́зго — пятый по времени открытия (и третий подземный после Лондонского и Будапештского) метрополитен в мире, расположен в городе Глазго, Шотландия.
Состоит из одной кольцевой линии с пятнадцатью станциями, общая длина — 10,4 км, время движения по всей линии — 24 минуты. Используется необычная узкая колея 1219 мм (4 фута). Диаметр тоннелей также меньше обычного — 3,35 м (11 футов). Средняя глубина заложения около 10 метров. Пассажиропоток составлял 13,16 миллионов пассажиров в год (36 тысяч в день) по данным на 2005/2006 год и 13,4 млн на 2023/2024 год.
Единственная в Шотландии система метрополитена.

## История
Система была открыта полностью 14 декабря 1896 года и с тех пор практически не расширялась. Первоначально использовалась канатная тяга, единый трос приводился в движение одной паровой машиной. В 1935 году линия, перешедшая в собственность города из-за нерентабельности, была электрифицирована, причём с марта по октябрь направление против часовой стрелки было электрифицировано, а по часовой — оставалось на канатной тяге. В 1977—1980 годах система была полностью закрыта на реконструкцию. Одна станция («Мерклэнд-стрит») была закрыта, её заменили на новую станцию «Партик», были перестроены тоннели и станции. После заявления городских властей, что с этого времени метро (исторически, а сейчас и официально называющееся Subway в отличие от Underground в Лондоне) будет работать «как часы», оно получило прозвище «заводной апельсин», по оранжевому цвету составов, которым линия также обозначается на плане города. Существуют планы расширения сети, но строительные работы не начинались.

## Станции
Станции расположены на обоих берегах реки Клайд: 8 на северном, 7 на южном. Все станции подземные, 12 станций имеют островные платформы, боковые платформы только на станциях «Партик», «Гован» и «Сент-Енох». Платформы на станциях узкие: ширина около 3 м (10 футов). Длина около 40 м, рассчитаны на 3 вагона. Высота платформ над уровнем рельсов 65 см. На линии три пересадки на одноимённые железнодорожные станции: станции Партик, Бьюкенен-стрит и Сент-Енох.

## Депо и подвижной состав
При открытии подвижной состав, обслуживаемый депо Broomloan, состоял из 20 отдельных вагонов на канатной тяге, построенных компанией Oldbury Railway Carriage and Wagon Company, через год к ним добавились ещё 10 таких же. С 1898 года к каждому был добавлен прицепной вагон. Сначала прицепные вагоны были значительно короче головных, затем их сделали равной длины. Один прицепной вагон в первозданном виде сохранился и находится на станции Buchanan Street.
Некоторые из первоначальных вагонов продолжали служить до 1977 года, уже на электрифицированной дороге. Все вагоны имели по две двери с каждой стороны. Вход в двухвагонные составы осуществлялся через две центральные двери, а выход — через две крайние.
С 1980 года на линии работали 33 вагона, произведенные британской компанией Metro Cammell, в 1992 году к ним добавились еще 8 вагонов. С 2023 года курсируют беспилотные поезда производства швейцарской компании Stadler Rail.

## Время работы
Метрополитен работает с 6:30 до 23:30 с интервалом 4—8 минут во все дни, кроме воскресенья. По воскресеньям время работы ограничено до 11:00—18:00, интервалы 8 минут.

## Фотогалерея
- Интерьер вагона
- Вывеска на станции «Партик» (название на двух языках — английском и гэльском)
- Станция Kinning Park в 2019 году
- Станция Cowcaddens в 2017 году
- Один из старинных вагонов
- Беспилотные вагоны, 2023г.